# Vanlay
Vanlay település Franciaországban, Aube megyében. Lakosainak száma 287 fő (2022. január 1.). Vanlay Avreuil, Bernon, Chessy-les-Prés, Coussegrey, Cussangy, Davrey, Les Granges, La Loge-Pomblin, Prusy, Turgy és Vallières községekkel határos.

## Népesség
A település népessége az elmúlt években az alábbi módon változott:
| Lakosok száma | 355  | 293  | 290  | 313  | 321  | 312  | 304  | 295  | 293  | 287  |
|               | 1968 | 1982 | 1990 | 2006 | 2013 | 2015 | 2017 | 2019 | 2020 | 2022 |